# 啸鸫属
啸鸫属（学名：Myophonus），是雀形目鹟科下的一个属，共9种。其属下物种均是食虫或杂食性中型鸟类，分布于印度和东南亚。雄鸟常常是蓝色的，而雌鸟则与雄鸟相似或为棕色。它们的肩或头部常常有着亮蓝色的斑。

## 种
- 斯里兰卡啸鸫（英语：Myophonus blighi） ()  濒危(IUCN 3.1)[2]
- 辉亮啸鸫（英语：Myophonus melanurus） ()  无危(IUCN 3.1)[3]
- 爪哇啸鸫（英语：Myophonus glaucinus） ()  无危(IUCN 3.1)[4]
- 婆罗洲啸鸫（英语：Myophonus borneensis） ()  无危(IUCN 3.1)[5]
- 褐翅啸鸫（英语：Myophonus castaneus） ()  近危(IUCN 3.1)[6]
- 马来啸鸫（英语：Myophonus robinsoni） ()  近危(IUCN 3.1)[7]
- 马拉啸鸫（英语：Myophonus horsfieldii） ()  无危(IUCN 3.1)[8]
- 台灣紫嘯鶇 (M. insularis)  无危(IUCN 3.1)[9]
- 紫啸鸫 (M. caeruleus)  无危(IUCN 3.1)[10]